# Evelyn Mok
Yue Ling Evelyn Mok, född 29 november 1987 i Mariestad, är en svensk ståuppkomiker. Sedan 2012 är hon bosatt och verksam i London.

## Biografi
Mok är uppvuxen i Hammarkullen i Göteborg och debuterade 2008 i nybörjartävlingen Bungy Comedy. Hon har uppträtt på de flesta stå-uppklubbarna i Sverige däribland Norra Brunn, Stockholm Live, RAW, Comedy Central Live och uppträdde även tillsammans med den brittiske ståuppkomikern Paul Foot under hans Sverigebesök 2010..
Hon deltog 2010 i Özz Nûjens ståupputbildning Standup Star och är en av medlemmar i humorgruppen Mitt i Smeten, som anordnar tävlingen SM i ordvitsar. Samma år hade hon en egen humorserie på SVT Humor med namnet "Evelyns Videoblogg" som baserades på en av hennes ståuppkaraktärer. 2010 fick hon även priset "Tändstickan" på Svenska Stand up-galan och 2017 nominerades hon i kategorierna "Årets Kvinnliga" och "Årets Föreställning". Hon har hörts i diverse radioprogram i P3 och även synts i svenska tv-program som Telefonpiraterna Kanal 5, Hårdvinklat TV3, Skitlycklig SVT och Tror du jag ljuger? SVT. Hon har varit med i Släng dig i brunnen på svt 2019.
Mok har tidigare arbetat med karaktärskomik men framför numer ren stand-up och talar mycket om etniskt ursprung och fördomarna kring det. Hennes far kommer från Hongkong och modern har rötter i Folkrepubliken Kina men är född och uppvuxen i Indien. Hon beskriver 2018 som "Sitt starkaste kort: Jag är svensk, jag är kines, jag bor i London och jag pratar engelska med amerikansk brytning. Det är jättemånga konstiga element. Jag har det som fördel. Jag sticker ut".
2012 flyttade Mok till London där hon sedan dess är verksam. Hon gjorde snabbt ett intryck på den brittiska humorscenen och nådde finalplatser i nationella stå-upptävlingar som Chortle Student Comedy Awards 2013 och Leicester Square New Comedian Awards 2014 och blev även utvald till Edinburgh fringe föreställningarna Big Value Showcase 2013 och The Pleasance Comedy Reserve 2014, avsedda för "up-and-coming" humortalanger. 2017 debuterade hon med sin första soloshow Hymen Manoeuvre på Edinburgh Fringe Festivalen. Enligt Göteborgs-Posten handlade föreställningen "om hur hon förlorade oskulden förhållandevis sent i livet". Föreställningen fick fyr-stjärniga recensioner och prisades med Best Newcomer, Comedy, Cabaret or Variety Show på The Indies Awards. Mok blev även omnämnd på twitter av brittiska komikern Sarah Millican och pratshowvärden Graham Norton som kallade föreställningen "Really funny, really rude but also refreshingly honest and smart".  Samma år gjorde Mok sin brittiska tv-debut på Chris Ramsay's Stand Up Central för brittiska Comedy Central, skådespelade mot Rhys Darby i piloten Furious Andrew för Channel 4. Hon utsågs även till en "BBC New Talent Hotlist", en lista över framtida humortalanger som valts av BBC.
År 2019 hade Mok huvudrollen i humorserien Kurs i självutplåning som visades på SVT, med bland annat Jonatan Unge som medskådespelare. Mok var även med i The Wheel of Time och Marvelfilmen Spider-Man: Far from Home, där hon spelar reporter.

## Medverkan i TV (urval)
- 2022 – IFS – invandrare för svenskar (TV-serie)
- 2023 – Överlevarna (TV-serie)

## Utmärkelser
- 2010 – Årets Komikaze.[14]
- 2012 – Priset Tändstickan på Svenska Stand up-galan 2012.[14]
- 2014 – Time Out Comedy's One to Watch[4]
- 2017 – BBC New Talent Hotlist 2017 - Comedians[10]
- 2017 – Vinnare av Best Newcomer, Comedy, Cabaret or Variety Show på The Indies, Edinburgh Fringe Festival 2017[7]
- 2017 – Nominerad till priserna Årets Kvinnliga och Årets föreställning på Svenska Stand up-galan 2017[2]